# Jakob Hermann

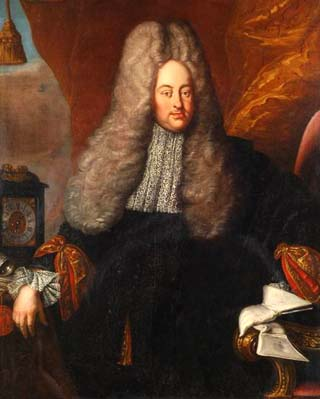
Jakob Hermann

Jakob Hermann (Bazel, 16 juli 1678 - Bazel, 11 juli 1733) was een Zwitsers wiskundige, die werkte aan problemen in de klassieke mechanica. In 1729 verkondigde hij dat het net zo gemakkelijk was de grafiek van een locus in het poolcoördinatenstelsel af te beelden als in het Cartesisch coördinatensysteem. Er werd echter niet naar hem geluisterd.
Hij lijkt in 1710 de eerste te zijn geweest die aantoonde dat de Laplace-Runge-Lenz-vector een bewegingsconstante voor deeltjes is, waar door een omgekeerd kwadratische centrale kracht op wordt ingewerkt.

## Voetnoten
1. ↑  (en)  David Eugene Smith (1958). History of mathematics. N.Y. : Dover Publications, 520.
2. ↑  (it)  Hermann, Jakob (1710). d’investigare l’Orbite de’ Pianeti, nell’ipotesi che le forze centrali o pure le gravit´a delgi stessi Pianeti sono in ragione reciproca de’ quadrati delle distanze, che i medesimi tengono dal Centro, a cui si dirigono le forze stesse. Giornale de Letterati D'Italia 2: 447–467.
3. ↑  (fr)  Hermann, Jakob (1710). Extrait d'une lettre de M. Herman à M. Bernoulli datée de Padoüe le 12. Juillet 1710. Histoire de l'academie royale des sciences (Paris) 1732: 519–521.